# Медаль Чаконія
Медаль Чаконія (англ. Chaconia Medal) — друга за значимістю державна нагорода Республіки Тринідад і Тобаго. Створена в 1969 році, медаль вшановує довгу та заслужену службу задля сприяння національному добробуту чи духу громади. Нагороджують у трьох класах: золотому, срібному та бронзовому. Медаллю щорічно можна нагородити лише десять осіб.